# Berrieux
Berrieux és un municipi francès situat al departament de l'Aisne i a la regió dels Alts de França. L'any 2017 tenia 188 habitants.

## Demografia
El 2007 tenia 165 habitants. Hi havia 68 famílies, 78 habitatges, dels quals 66 eren l'habitatges principals, 11 eren segones residèncie i un desocupat.

## Economia
El 2007 la població en edat de treballar era de 103 persones, 81 eren actives i 22 eren inactives. Hi havia una empresa de construcció, una d'hostatgeria i restauració, una financera, dues de serveis i una entitat de l'administració pública.
L'any 2000 hi havia deu explotacions agrícoles que conreaven un total de 522 hectàrees.